# Chiedozie Ogbene
Chiedozie Ogbene (Lagos, Nigeria, 1 de mayo de 1997) es un futbolista irlandés. Su posición es la de delantero y su club es el Ipswich Town F. C. de la EFL Championship de Inglaterra.

## Trayectoria
El 29 de agosto de 2019 se hizo oficial su llegada al Rotherham United F. C. firmando un contrato hasta 2022. Posteriormente lo prolongó un año y, cuando este expiró, se marchó al Luton Town F. C. Con este equipo jugó treinta partidos en la Premier League y en agosto de 2024 fue traspasado al Ipswich Town F. C.

## Selección absoluta

### Participaciones en selección nacional
| Torneo                        | Categoría | Sede | Resultado    | Partidos | Goles |
| ----------------------------- | --------- | ---- | ------------ | -------- | ----- |
| Liga de Naciones UEFA 2022-23 | Absoluta  | UEFA | Primera fase | 4        | 0     |

## Estadísticas

### Clubes
Actualizado al último partido jugado el 26 de octubre de 2024.
| Club | Div.          | Temporada     | Liga  | Liga  | Copas nacionales(1) | Copas nacionales(1) | Copas internacionales(2) | Copas internacionales(2) | Total | Total | Media goleadora(3) |
| Club | Div.          | Temporada     | Part. | Goles | Part.               | Goles               | Part.                    | Goles                    | Part. | Goles | Media goleadora(3) |
| --- | ------------- | ------------- | ----- | ----- | ------------------- | ------------------- | ------------------------ | ------------------------ | ----- | ----- | ------------------ |
| Cork City F. C. Irlanda | 1.ª           | 2015          | 1     | 0     | ―                   | ―                   | ―                        | ―                        | 1     | 0     | 0                  |
| Cork City F. C. Irlanda | 1.ª           | 2016          | 8     | 3     | 1                   | 0                   | ―                        | ―                        | 9     | 3     | 0,33               |
| Cork City F. C. Irlanda | Total club    | Total club    | 9     | 3     | 1                   | 0                   | 0                        | 0                        | 10    | 3     | 0,30               |
| Limerick F. C. Irlanda | 1.ª           | 2017          | 32    | 8     | 2                   | 0                   | ―                        | ―                        | 34    | 8     | 0,24               |
| Limerick F. C. Irlanda | Total club    | Total club    | 32    | 8     | 2                   | 0                   | 0                        | 0                        | 34    | 8     | 0,24               |
| Brentford F. C. Inglaterra | 2.ª           | 2017-18       | 2     | 0     | ―                   | ―                   | ―                        | ―                        | 2     | 0     | 0                  |
| Brentford F. C. Inglaterra | 2.ª           | 2018-19       | 4     | 0     | 3                   | 0                   | ―                        | ―                        | 7     | 0     | 0                  |
| Brentford F. C. Inglaterra | Total club    | Total club    | 6     | 0     | 3                   | 0                   | 0                        | 0                        | 9     | 0     | 0                  |
| Exeter City F. C. Inglaterra | 4.ª           | 2018-19       | 14    | 0     | 4                   | 0                   | ―                        | ―                        | 18    | 0     | 0                  |
| Exeter City F. C. Inglaterra | Total club    | Total club    | 14    | 0     | 4                   | 0                   | 0                        | 0                        | 18    | 0     | 0                  |
| Rotherham United F. C. Inglaterra | 3.ª           | 2019-20       | 25    | 1     | 4                   | 0                   | ―                        | ―                        | 29    | 1     | 0,03               |
| Rotherham United F. C. Inglaterra | 2.ª           | 2020-21       | 11    | 0     | 1                   | 0                   | ―                        | ―                        | 12    | 0     | 0                  |
| Rotherham United F. C. Inglaterra | 3.ª           | 2021-22       | 45    | 3     | 8                   | 1                   | ―                        | ―                        | 53    | 4     | 0,08               |
| Rotherham United F. C. Inglaterra | 2.ª           | 2022-23       | 39    | 8     | 3                   | 1                   | ―                        | ―                        | 42    | 9     | 0,21               |
| Rotherham United F. C. Inglaterra | Total club    | Total club    | 120   | 12    | 16                  | 2                   | 0                        | 0                        | 136   | 14    | 0,10               |
| Luton Town F. C. Inglaterra | 1.ª           | 2023-24       | 30    | 4     | 6                   | 1                   | ―                        | ―                        | 36    | 5     | 0,14               |
| Luton Town F. C. Inglaterra | 2.ª           | 2024-25       | 3     | 0     | 0                   | 0                   | ―                        | ―                        | 3     | 0     | 0                  |
| Luton Town F. C. Inglaterra | Total club    | Total club    | 33    | 4     | 6                   | 1                   | 0                        | 0                        | 39    | 5     | 0,13               |
| Ipswich Town F. C. Inglaterra | 1.ª           | 2024-25       | 5     | 0     | 1                   | 0                   | ―                        | ―                        | 6     | 0     | 0                  |
| Ipswich Town F. C. Inglaterra | Total club    | Total club    | 5     | 0     | 1                   | 0                   | 0                        | 0                        | 6     | 0     | 0                  |
| Total carrera | Total carrera | Total carrera | 219   | 27    | 33                  | 3                   | 0                        | 0                        | 252   | 30    | 0,12               |
| (1) Incluye datos de Copa de Irlanda, EFL Trophy, FA Cup y Copa de la Liga (Inglaterra). (2) Incluye datos de Liga Europa de la UEFA y Liga de Campeones de la UEFA. (3) No incluye goles en partidos amistosos. |               |               |       |       |                     |                     |                          |                          |       |       |                    |

### Selección de Irlanda
Actualizado al último partido jugado el 16 de octubre de 2023.
| Selección        | Año   | Eliminatorias | Eliminatorias | Eliminatorias | Continental | Continental | Continental | Mundial | Mundial | Mundial | Amistosos | Amistosos | Amistosos | Total | Total | Total  | Media goleadora |
| Selección        | Año   | Part.         | Goles         | Asist.        | Part.       | Goles       | Asist.      | Part.   | Goles   | Asist.  | Part.     | Goles     | Asist.    | Part. | Goles | Asist. | Media goleadora |
| ---------------- | ----- | ------------- | ------------- | ------------- | ----------- | ----------- | ----------- | ------- | ------- | ------- | --------- | --------- | --------- | ----- | ----- | ------ | --------------- |
| Absoluta Irlanda |       |               |               |               |             |             |             |         |         |         |           |           |           |       |       |        |                 |
| 2021             | 3     | 2             | 0             | —             | —           | —           | —           | —       | —       | 2       | 0         | 0         | 5         | 2     | 0     | 0,40   |                 |
| 2022             | —     | —             | —             | 4             | 0           | 0           | —           | —       | —       | 4       | 1         | 1         | 8         | 1     | 1     | 0,13   |                 |
| 2023             | —     | —             | —             | 5             | 0           | 0           | —           | —       | —       | 1       | 1         | 0         | 6         | 1     | 0     | 0,17   |                 |
| Total            | 3     | 2             | 0             | 9             | 0           | 0           | 0           | 0       | 0       | 7       | 2         | 1         | 19        | 4     | 1     | 0,21   |                 |
| Total            | Total | 3             | 2             | 0             | 9           | 0           | 0           | 0       | 0       | 0       | 7         | 2         | 1         | 19    | 4     | 1      | 0,21            |
| 1. 2.            |       |               |               |               |             |             |             |         |         |         |           |           |           |       |       |        |                 |

## Palmarés

### Títulos nacionales
| Título          | Club                   | País       | Año     |
| --------------- | ---------------------- | ---------- | ------- |
| Copa de Irlanda | Cork City F. C.        | Irlanda    | 2016    |
| EFL Trophy      | Rotherham United F. C. | Inglaterra | 2021-22 |